# Wiktor Iwanowitsch Anitschkin
Wiktor Iwanowitsch Anitschkin (russisch Виктор Иванович Аничкин; * 8. Dezember 1941 in Swerdlowsk, Russische SFSR; † 5. Januar 1975) war ein sowjetischer Fußballspieler.

## Sportlicher Werdegang
Anitschkin spielte zwischen 1960 und 1972 für den FK Dynamo Moskau in der Wysschaja Liga. Dabei gewann er 1963 den Meistertitel der Sowjetunion. Insgesamt lief der Abwehrspieler in 282 Meisterschaftsspielen auf, dabei erzielte er neun Tore. 1972 ließ er seine Karriere beim unterklassigen Verein Dynamo Brjansk ausklingen.
Zwischen 1964 und 1968 der Verteidiger der UdSSR-Nationalmannschaft an. Mit ihr nahm er an der EM-Endrunde 1964 teil und stand dabei sowohl beim 3:0-Halbfinalerfolg über Dänemark als auch bei der 1:2-Endspielniederlage gegen Gastgeber Spanien in der Startformation. Insgesamt bestritt er 20 Länderspiele, dabei war er einmal als Torschütze erfolgreich.